# Etsi Cunti Christiano Nomine
Etsi Cunti Christiano Nomine é uma bula papal que o papa Calisto III emitiu, em 15 de fevereiro de 1456, a solicitar a Afonso V de Portugal para que este mandasse fazer, em Ceuta, quatro conventos das quatro ordens militares à custas das rendas dos cavaleiros e os quais ficavam obrigados a servir, por turnos, aí um ano.